# Rue du Trésor
Rue du Trésor je malá slepá ulice v Paříži v historické čtvrti Marais. Nachází se ve 4. obvodu.

## Poloha
Ulice začíná u domu č. 28 v Rue Vieille-du-Temple a končí mezi domy u fontaine du Trésor z 19. století.

## Historie
Ulice, která měla spojit Rue Vieille-du-Temple s Rue des Écouffes, byla proražena v místě paláce maršála d'Effiat, otce markýze de Cinq-Mars.
V roce 1882 byla v troskách paláce nalezena měděná váza obsahující zlaté mince v celkové výši 7882 livrů. Tento poklad byl nabídnut k prodeji. Musée Carnavalet koupilo vázu a některé mince. Nová ulice byla jmenována Rue du Trésor (ulice Pokladu) na paměť nálezu. Projekt na propojení obou ulic byl ale změněn a na konci průchodu byla umístěna fontána. Poslední budova postavená v haussmanovském stylu typickém pro pozdní 19. století měla úzkou vnitřní chodbu, nyní zavřenou, která umožnila průchod do Rue des Écouffes.

## Zajímavé objekty
- Fontaine du Trésor